# Луговая (Тверская область)
Луговая — деревня в Старицком районе Тверской области. Входит в состав Ново-Ямского сельского поселения.

## География
Находится в южной части Тверской области у восточной границы районного центра города Старица.

## История
Известна с 1520-х годов как Богоявленская слобода, которую старицкий князь Андрей Иванович подарил ее местному Успенскому монастырю. С 1764 года Богоявленская слобода перешла во владение экономического ведомства и в источниках стала именоваться как Луговая. В 1859 году здесь (деревня Старицкого уезда) было учтено 29 дворов, в 1941 — 70.

## Население
Численность населения: 279 человек (1859 год), 265 (русские 87 %) в 2002 году, 312 в 2010.